# John Alfred Valentine Butler
John Alfred Valentine Butler (Winchcombe, 14 de febrero de 1899 - 16 de julio de 1977) fue un químico y físico inglés conocido por sus contribuciones al desarrollo de la cinética de los electrodos (ecuación de Butler-Volmer).

## Biografía
John Alfred Valentine Butler nació en una familia de agricultores de los Cotswolds en Winchcombe el 14 de febrero de 1899; era el mayor de los tres hijos de Alfred y Mary Ann. Después de asistir a la escuela primaria local, ganó una beca para la escuela primaria de Cheltenham. Proveniente de una familia no académica, no se planteó ir a la universidad, por lo que tomó un breve período de aprendizaje con un farmacéutico local. Esto lepermitió ser reclutado por la Royal Army Medical Corps hacia finales de la Primera Guerra Mundial: después del entrenamiento, fue enviado a un hospital de campaña cerca de Ypres. Aquí, tuvo la oportunidad de estudiar por su cuenta, con la ayuda de libros prestados por la Lewis's Lending Library en Londres, y el University Correspondence College, Cambridge. Butler se desmovilizó en octubre de 1919 y se matriculó en la Universidad de Birmingham, donde se graduó como "BSc con honores de primera clase en 1921 (primero del año)". En 1922 fue nombrado profesor asistente en el University College of Swansea. Su trabajo aquí concluyó con la publicación posterior de sus dos primeros libros.
El siguiente nombramiento de Butler fue en 1926 como profesor de química en la Universidad de Edimburgo, bajo la dirección de Sir James Walker, donde estudió el comportamiento de los electrolitos en disolventes mixtos, sobre el que publicó una serie de artículos en las Actas de la Royal Society con cinco colaboradores diferentes desde 1929-1933. Durante esta fase productiva apareció una amplia gama de otros artículos. En 1939 fue designado para trabajar en el Instituto Rockefeller de Investigaciones Médicas de Princeton y, a finalees de agosto, embarcó en el Queen Mary rumbo a Nueva York. Butler trabajó en el grupo de J. H. Northrop sobre la homogeneidad de enzimas cristalizadas.
Después del estallido de la Segunda Guerra Mundial, Butler ofreció sus servicios y fue nombrado Director Ejecutivo de la Oficina Científica Central Británica en Washington D. C., que tenía un personal de 17 oficiales, bajo la dirección de Sir Charles Galton Darwin, nieto de Charles Darwin. Continuó en ese papel hasta 1944. En 1946 ingresó en el Instituto de Bioquímica Courtauld, donde se encontraba el profesor Charles Dodds, y con quien trabajó en la degradación proteolítica de la insulina. En 1949, Butler se mudó al Chester Beatty Research Institute en Chelsea, dirigido por Alexander Haddow. Había dos temas principales en su trabajo en Chester Beatty, uno de los cuales, sobre las proteínas asociadas con el ADN en la estructura de los cromosomas, las histonas, está especialmente asociado con Butler.

## Obras
- The Chemical Elements and their Compounds (Macmillan, 1927)
- The Fundamentals of Chemical Thermodynamics (Macmillan, 1928)
- Man is a Microcosm (The Scientific Book Club, UK, 1950)
- Electrical Phenomena at Interfaces, in Chemistry, Physics and Biology (Methuen, 1951)
- Inside the Living Cell - some Secrets of Life (The Scientific Book Club, UK, 1957)
- Science and Human Life: Successes and Limitations (Pergamon, 1957)
- Gene Control in the Living Cell (Allen & Unwin, 1968)
- The Life Process (Allen & Unwin, 1970)
- Modern Biology and Its Human Implications (Hodder and Stoughton, 1976)

## Reconocimientos
Fue galardonado con la Medalla y el Premio Meldola en 1928 por el Royal Institute of Chemistry, y en 1956 fue elegido miembro de la Royal Society.